# Mellid
Mellid (en gallego y oficialmente Melide) es un municipio español de la provincia de La Coruña (Galicia). Pertenece a la Comarca de Tierra de Mellid. Según el INE, en 2023 su población era de 7553 habitantes.
Mellid, junto con los demás municipios de la comarca ha sido tradicionalmente un importante centro de actividad agropecuaria centrado en la ganadería del vacuno de leche y carne y de ganado porcino. El sector forestal cada vez tiene más peso. Es famosa por la cantidad de ganado y su calidad, la feria de ganado que tiene lugar el último domingo de cada mes. Hasta hace unos años también había feria los días 15, pero en la actualidad no se celebra.
Otra actividad importante en Mellid la constituye el comercio y la hostelería. Su ubicación en el Camino de Santiago ha supuesto un impulso a estos sectores, a donde llegan y desde donde parten centenares de peregrinos venidos de todo el mundo en su tránsito hacia Santiago.

## Toponimia

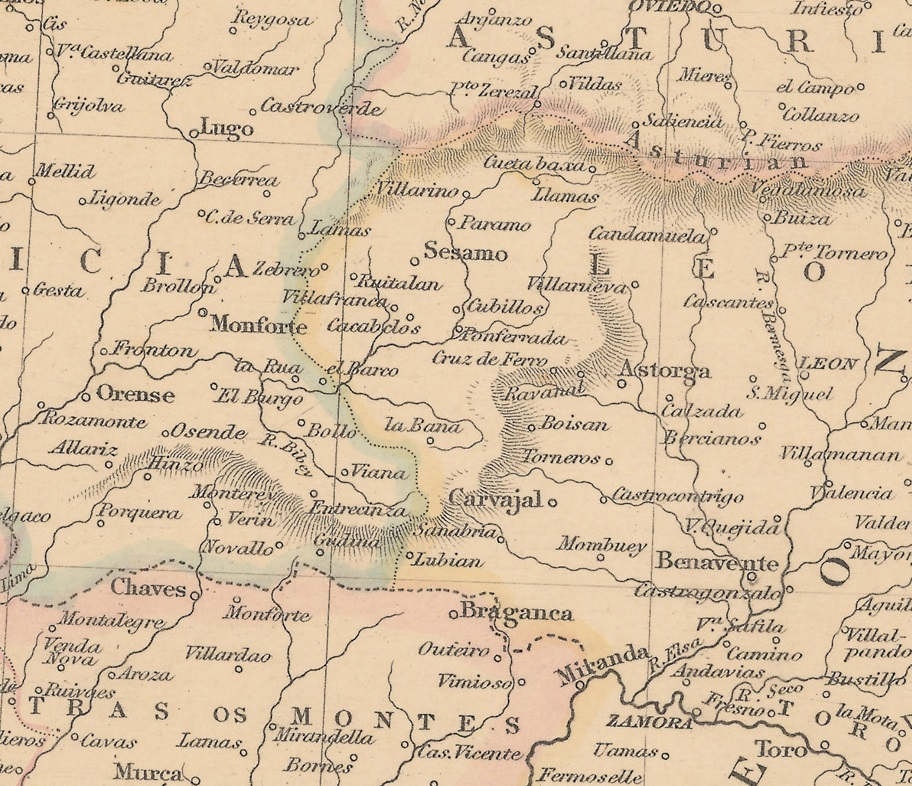
Detalle del mapa Spain and Portugal, realizado en 1838 por John Betts, en el que se puede observar Mellid en la esquina superior izquierda

El topónimo Melide está bien documentado y desde época medieval. El documento más antiguo que cita este topónimo es un códice que data de 1189 recogido en el Tumbo n.º 2 del monasterio de Santa María de Sobrado:

...de casa mea propria quam habemus in burgo que uocatur Melide, loco predicto est sita inter domum que fuit de Guesteo...

La etimología de Melide no es clara, si bien se relaciona el topónimo con miliario, pues en un documento del siglo XI la localidad es nombrada como Milierata en Terra de Abeancos, y una calzada romana atravesaba sus tierras.
Otra teoría vincula el nombre de Melide con otros cognómina con resultados toponímicos, como Dulcidi(Dulcidio)>Doncide, y de igual manera Melliti>Melide.
El gentilicio «mellidense» es el único utilizado en castellano para referirse a los habitantes originarios de la ciudad y gramaticalmente posee género común, válido tanto en masculino como en femenino. En gallego, existen los gentilicios melidense y melidao/melidá.

## Geografía
Mellid se localiza a 454 m sobre el nivel del mar, al pie de los Montes de Bocelo, que alcanzan su máxima altura en el pico del Pilar (803 m, punto más alto de la provincia de La Coruña). El núcleo urbano del municipio se asienta en una llanura de tierras bajas pertenecientes a la cuenca del Ulla.

## Historia
La fundación de la villa de Mellid es desconocida, pero aparece documentada por primera vez en 1140. A principios del siglo XIII, el burgo de Mellid fue devastado, ya que estaba establecido alrededor de la iglesia de San Pedro. Sin embargo, gracias a la ayuda de Alfonso IX, la nueva villa comenzó a reconstruirse a lo largo del Camino.
En 1320, la villa obtuvo un privilegio del arzobispo de Santiago, don Berenguel de Landoria, que le permitió levantar un castillo, fortificar la villa con murallas y cobrar el portazgo. Además, en esa época, también recibió la concesión de fueros.
A lo largo de su historia, Mellid ha sido escenario de importantes acontecimientos en Galicia y España. En 1467, los caudillos irmandiños se reunieron en esta villa y decidieron oponerse al arzobispo Alonso de Fonseca y Ulloa y a Sancho Sánchez de Ulloa, quienes tuvieron que huir a Castilla. Durante esta revuelta, derribaron las murallas de la villa. En 1520, los estamentos eclesiásticos y nobiliarios de Galicia también se congregaron en Mellid para acordar unirse, si fuera necesario, a Carlos I en su lucha contra los comuneros.
En el siglo XV surgieron o adquirieron nuevos linajes un significado social y político que antes no existía en Galicia, entre ellos los Ulloa. El hecho más destacado, arquitectónicamente hablando, de los Ulloa en Mellid, fue la reconstrucción de la iglesia del convento de Sancti Spiritus hacia 1498, impulsada por Sancho Sánchez de Ulloa.
Del siglo XVII es la fundación y construcción de la Obra Pía de San Antón, un palacio barroco con capilla inicialmente dedicada a la enseñanza, con capilla y palacio, hasta 1862, en que se vendió el palacio al Concejo, y la capilla para culto.
Durante el siglo XVIII se amplió la iglesia del convento de Sancti Spiritus y se construyó su actual fachada barroca. Posteriormente se produjo la desamortización del convento en 1835, y tras ser abandonado, pasó a ser iglesia parroquial en 1840.
Mellid tuvo notable relevancia en la Guerra de la Independencia. En el mes de junio de 1809 las tropas napoleónicas acampaban en Mellid. Eran batallones que el francés Marconet, que ocupaba la ciudad de Santiago, tenía acampados en la localidad de Mellid. La presencia de los soldados franceses en Mellid provocó que los mellidenses se movilizaran rápidamente contra ellos. Los vecinos comenzaron a azotar a los franceses y causarles bajas. Esto provocó que el general Marconet reforzara la guarnición de Mellid con tropas de refresco. El comandante del batallón de Monforte de Lemos, Antonio Ponce, se enteró de la llegada de estos refuerzos y decidió, en compañía del padre franciscano Conde, salir al encuentro de los franceses. El 17 de junio de 1809, la avanzada (el grupo de soldados que va delante del cuerpo principal para observar de cerca al enemigo o investigar - indagar - su situación) chocó con un grupo de franceses que habían abandonado la ciudad en busca de provisiones para sus pueblos y mataron a siete soldados franceses, poniendo en fuga a los demás. Cuando entraron en Mellid, según el parte que el comandante del citado batallón de Monforte de Lemos envió al marqués de la Romana, el teniente de avanzada, José Quiroga, calculó la presencia de nada menos que 3.000 soldados franceses con bastante caballería.
Durante la epidemia de cólera de 1853, se produjo la pérdida de cosechas y la emigración de mellidenses a Castilla y a Portugal. Más de setecientas personas murieron a causa de fiebres e insolaciones. En la localidad se realizó una Junta de Beneficencia encabezada por el cura Joaquín Felipe Salgado de Agra, hermano del secretario municipal, Ramón María Salgado. Hacia ese año, nacieron muchos mellidenses destacados asociados a una lista recogida en la Rebotica de la localidad bautizada como la «generación de la peste», o «de la hambruna», como Eduardo Álvarez Carballido (1853), médico e historiador, o Genoveva Varela Roca (1841), empresario y propietario de la familia Roca de Priorada.
En 1862, se finalizó la construcción de la carretera Lugo-Santiago. En 1867, se concluyó la construcción de la carretera Agolada-Betanzos. Esta mejora de las comunicaciones supuso el inicio de la Mellid urbana.
Durante los últimos siglos, como muchos pueblos de la Galicia interior, la localidad mellidense ha sufrido una gran emigración de su población hacia Cuba y Argentina hasta la década de 1950, y luego a Suiza, Reino Unido y a otras ciudades de España como Barcelona, Bilbao y La Coruña.
Además de su relevancia histórica, Mellid ha sido un lugar importante en el Camino de Santiago, al estar situada en el punto de enlace entre su principal ruta y la que algunos peregrinos recorrían para dirigirse a Oviedo a venerar las reliquias del Arca Santa.

## Geografía humana

### Demografía
Cuenta con una población de 7734 habitantes (INE 2024).
| Gráfica de evolución demográfica de Mellid entre 1842 y 2023 |
| |
| Población de derecho según los censos de población del INE Población de hecho según los censos de población del INEEn estos censos se denominaba Mellid: 1842, 1857, 1860, 1877, 1887, 1897, 1900, 1910, 1920, 1930, 1940, 1950, 1960, 1970 y 1981 |

## Parroquias
Parroquias que forman parte del municipio:
- Abeancos (San Cosme)
- Agrón (Santa Eulalia)
- Ángeles[13]
- Baltar (Santiago)
- Barreiro (San Mamed)
- Campos (Santa María)
- Castro (Santo Tomé)
- Folladela (San Pedro)
- Furelos (San Juan)
- Golan (San Juan)
- Gondollín (San Martín)
- Grobas (Santa María)
- Jubial[13]
- Leboreiro[13]
- Maceda (San Pedro)
- Meire (Santiago)
- Mellid (San Pedro)[13]
- Moldes (San Martín)
- Orois (Santa Cristina)
- Pedrouzos (Santa Mariña)
- San Salvador de Abeancos (San Salvador)
- Sancibrao (San Juan)
- Santa María de Mellid (Santa María)[13]
- Varelas[13]
- Vitiriz (San Vicente)
- Zás del Rey[13]

## Patrimonio histórico y artístico
Entre los monumentos destacables de Mellid, se encuentran la iglesia parroquial de San Pedro, que fue la antigua iglesia del convento y Hospital de Sancti Spiritus, la iglesia de Santa María, la portada de la iglesia de San Pedro y la Obra Pía de San Antonio.

### Museos
- Museo de la Tierra de Mellid. Antiguo hospital de peregrinos fundado en 1502. Museo histórico, arqueológico y etnográfico comarcal.

### Iglesias

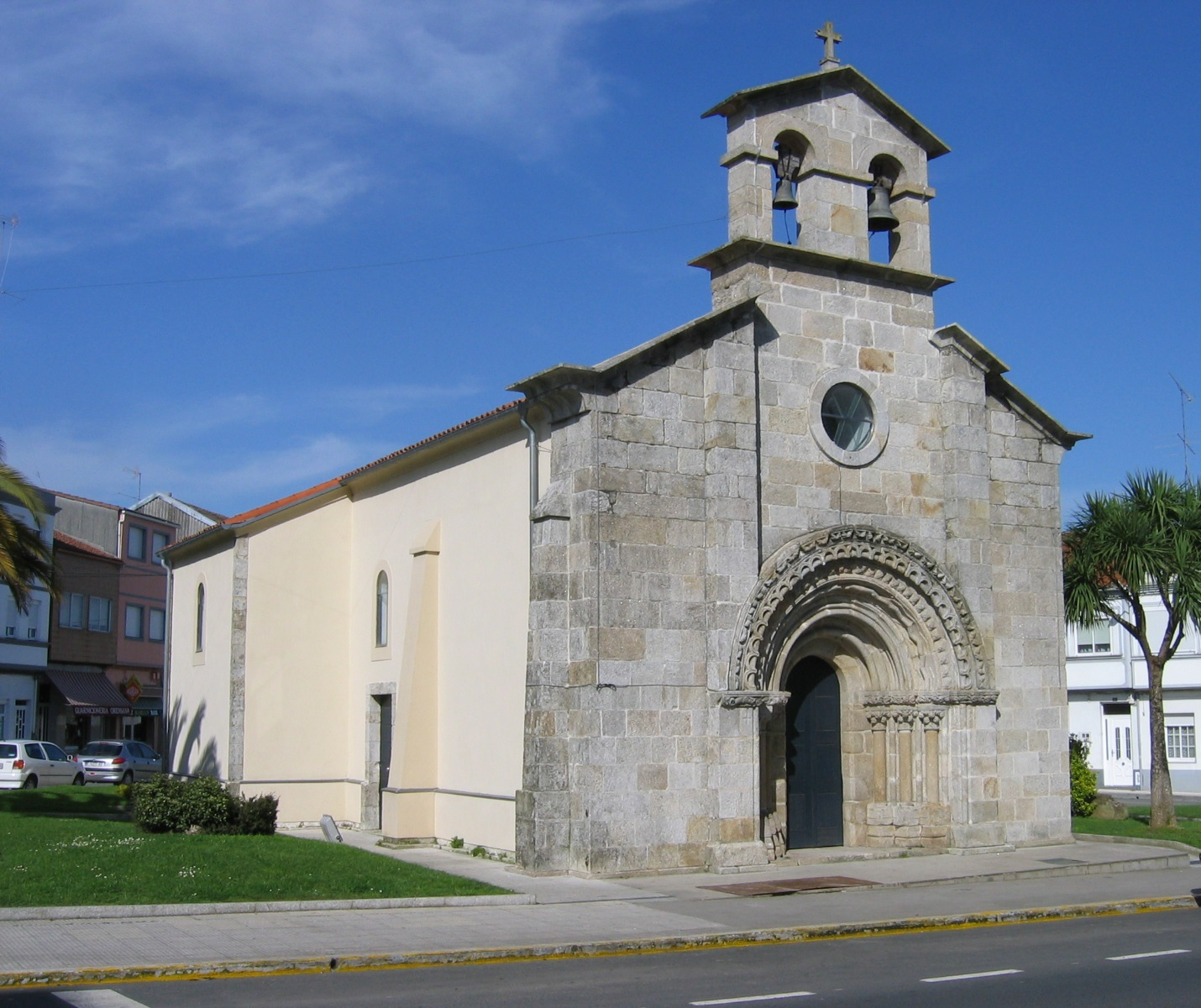
Capilla de San Roque, situada en el centro de la villa.

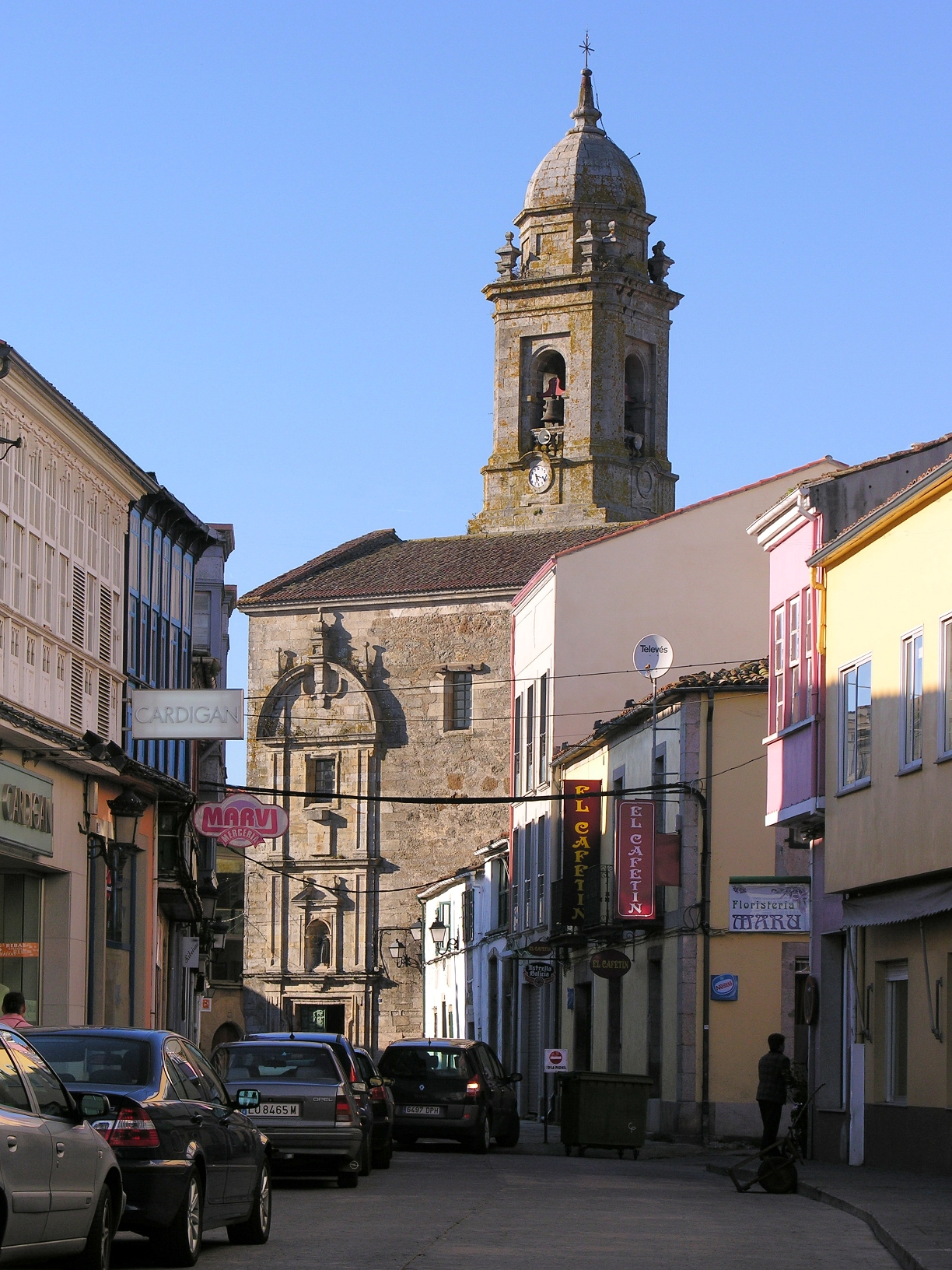
Iglesia parroquial de Mellid.

Entre su patrimonio arquitectónico religioso destacan los elementos románicos conservados en varias de sus iglesias:
- En Mellid:
  - La desaparecida antigua iglesia de San Pedro, de la que se conserva su portada del siglo XIII, en la actual capilla de San Roque.
  - La iglesia de Santa María de Mellid, obra de finales del siglo XII, con pinturas del siglo XVI. Declarada Monumento Nacional.
  - Convento de Sancti Spíritus, actual iglesia parroquial. Fue un antiguo convento de franciscanos terciarios fundado en el siglo XIV, con ampliaciones en los siglos XV y XVIII. Destacan los enterramientos del siglo XV de la capilla Mayor de Leonor de Mendoza e Inés de Castro, esposa de Don Sancho de Ulloa, conde de Ulloa. También es muy reseñable el retablo barroco de la capilla Mayor, de finales del siglo XVII, obra del escultor Francisco de Castro Canseco, por encima de unos anteriores y conservados frescos (pinturas)
  - Obra Pía y capilla de San Antón del siglo XVII. Atribuida al arquitecto Domingo de Andrade. Cuenta con escudos del arzobispo Mateo Segade Bugueiro, de su sobrino Antón Varela Segade y de la mujer de este Doña Teresa de Velasco y Castilla, marquesa de Salinas del Río Pisuerga, (Palencia). En la capilla destacan las esculturas orantes de los cenotafios del obispo y de su sobrino, obra del escultor Mateo de Prado.
  - Capilla del Carmen. Siglo XVIII. Encima del principal Castro y posterior castillo

- En Moldes:
  - La iglesia de San Martiño de Moldes. Románico, finales del siglo XII.
- En Leboreiro:
  - La iglesia de Santa María de Leboreiro. Románico de transición. Finales del siglo XIII principios del XIV. Con pinturas del siglo XVI.

- En Vitiriz:
  - La iglesia de San Vicente de Vitiriz, construida a finales del siglo XIII o principios del XIV. Alberga una imagen de la Virgen de Rocamador.

- En Furelos:
  - La iglesia de San Juan de Furelos, reedificada casi por completo en el siglo XIX, pero conserva elementos románicos del siglo XIII, y situada al lado del Camino Francés.

- En Golán:
  - La iglesia de San Juan de Golán. Conserva restos de la fábrica románica de finales del siglo XII o inicios del siglo XIII.

### Pazos Barrocos
- Pazo de Tarrío (parroquia de Xubial), con dos blasones, hórreo, palomar y capilla.
- Pazo das Figueiras (parroquia de Folladela), con tres blasones, hórreo, palomar y capilla. Casa natal del obispo Juan Varela Fondevila.
- Casa Grande de Traspedra (parroquia de San Cosme de Abeancos), con blasón, hórreo y palomar (hoy desaparecido).
- Casa Grande de Corbelle (parroquia de Santa María dos Ánxeles), con tres blasones.
- Casa Grande de Grobas (parroquia de Santa María de Grobas), con blasón, hórreo y palomar.
- Casa Grande de Santa María (parroquia de Santa María de Mellid), con blasón.
- Casa Grande de Baladás (parroquia de San Vicenzo de Vitiriz), con blasón y hórreo.

### Puentes
- El Puente medieval de Furelos, ya citado en el Códice Calixtino.
- Puente Nuevo de Furelos de 1861. Construido durante el reinado de Isabel II.
- El Puente medieval do Leboreiro del siglo XII sobre el río Seco.

### Hospital de peregrinos
- Hospital del Leboreiro, reedificado por Sancho de Ulloa (siglo XV)
- Hospital de Sancti Spiritus, reedificado por Sancho de Ulloa (año 1502)

### Cruceros

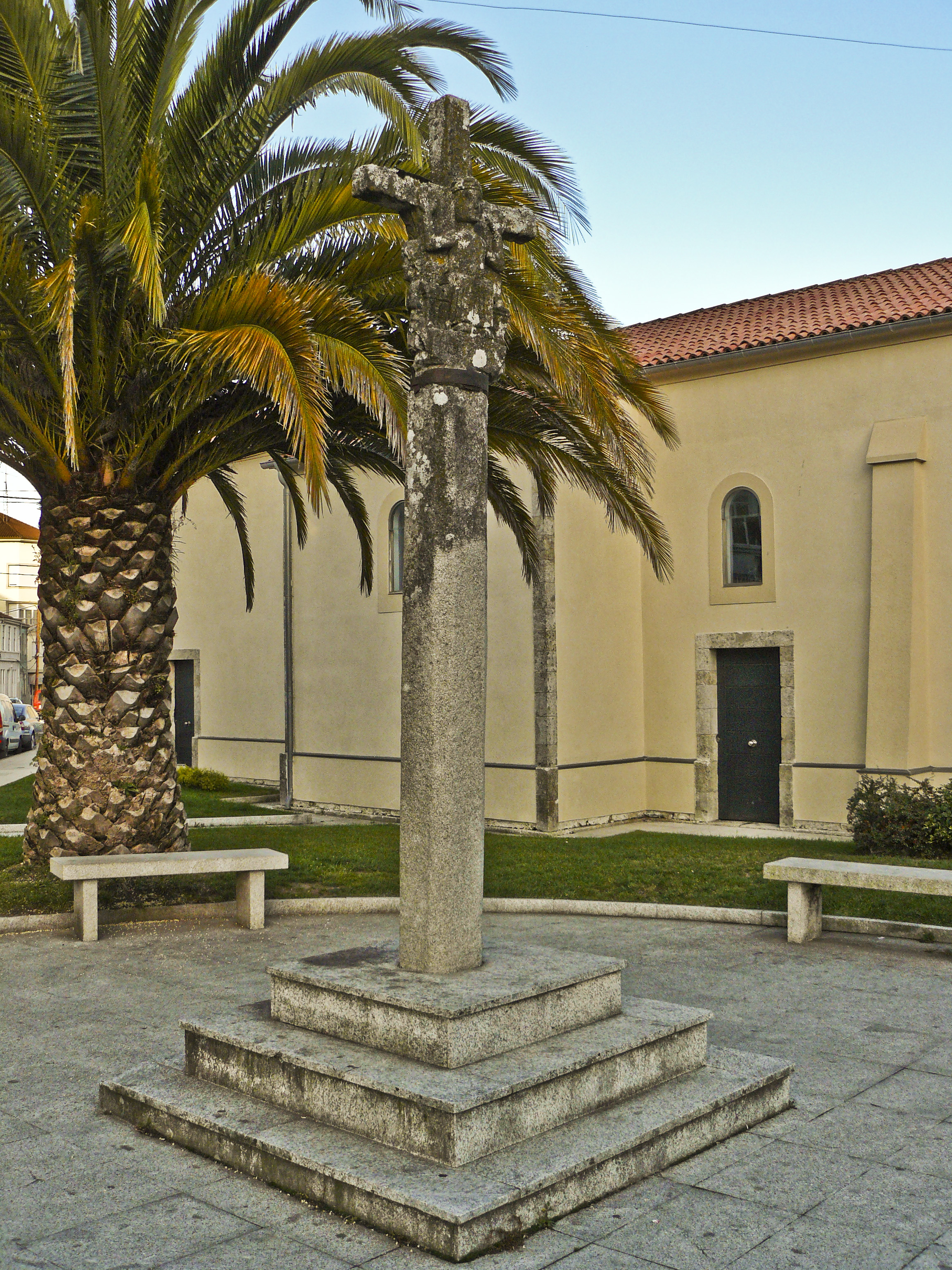
Crucero de Mellid, el más antiguo de Galicia

En el municipio existen varios cruceros. El de Mellid, situado al lado de la capilla de San Roque, tiene una cruz de estilo gótico, del siglo XIV, y, según Castelao, es el más antiguo de Galicia. También existen los de Baltar, Santa María de Mellid, Leboreiro y San Cosme de Abeancos, del siglo XVII; los de San Salvador y el de Campos, siglos XVII-XVIII; y los de Os Ánxeles, Gondollín, Xubial Y Folladela, del siglo XVIII.

### Patrimonio Arqueológico
- Pedrafita do Casal en la parroquia de Campos. Menhir más grande de Galicia, de 5 metros de altura. Datado en el Neolítico.
- Mámoa de Losoiro, del Neolítico. Recogida en la Carta Geométrica de Galicia del año 1834 por el ilustre geógrafo y matemático Domingo Fontán.
- 18 Castros de la Edad del Hierro (muchos de ellos romanizados) localizados en varias de las 26 parroquias que conforman el término municipal: Castro de San Cosme; Castro de San Salvador; Castro das Conchadas o de Santalla; Castro de Corbelle (casi destruido); Castro de Baltar; Castro do Barreiro; Castro de Campos; Castro Pedro; Castro de Piñor; Castro de Donide; Castro de Marrás; Castro de Paraños; Castro do Meire; Castro de Moldes; Castro de Pedrouzos (casi destruido); Castro de As Varelas; Castro de Melide o de O Castelo (en el casco urbano, sobre el que se edificó un castillo a principios del siglo XIV); y el Castro de Taxón (posiblemente de cronología medieval).